# Bermo (Departement)
Bermo ist ein Departement in der Region Maradi in Niger.

## Geographie

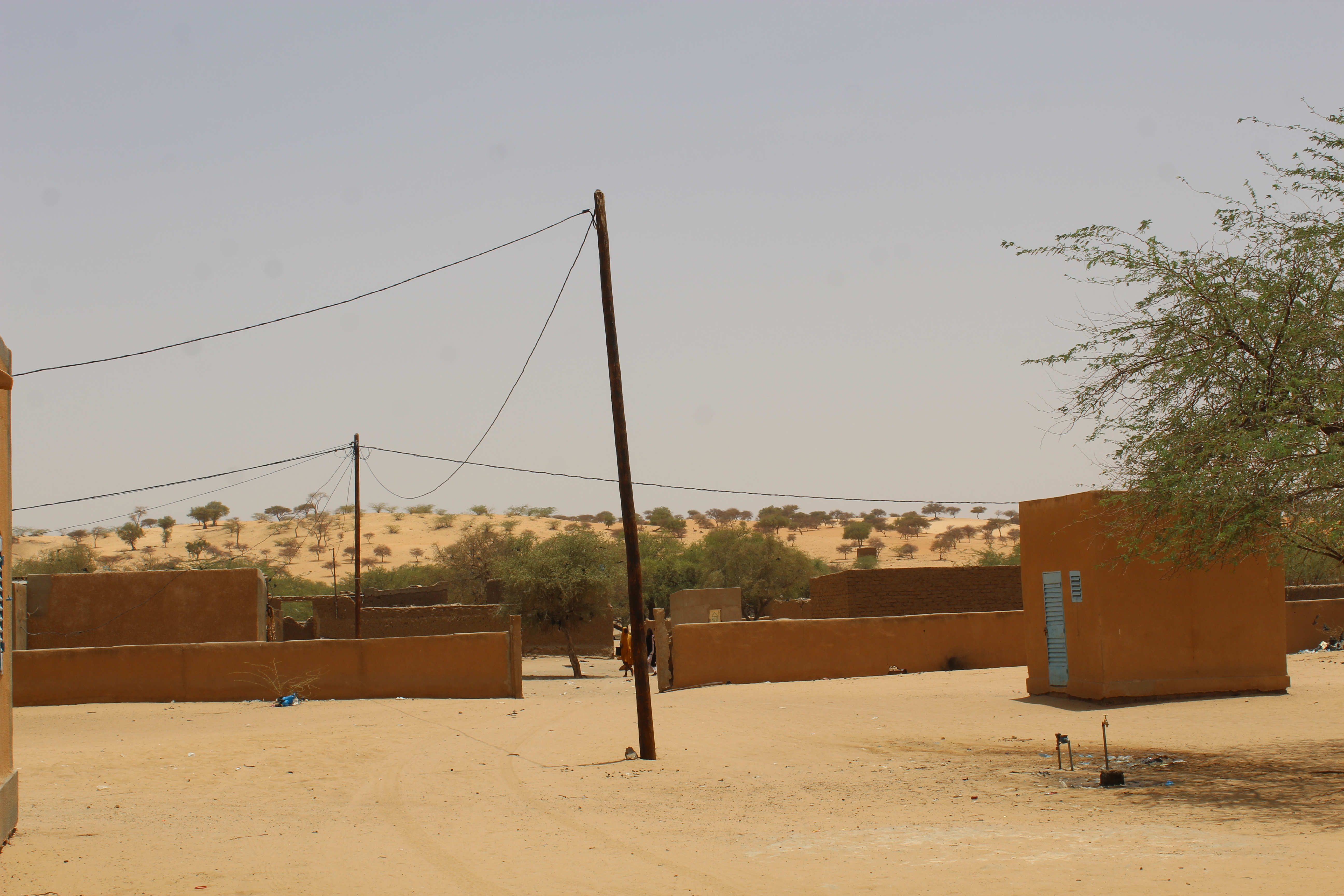
Gebäude und Landschaft im Departement Bermo (2023)

Das Departement liegt im Zentrum des Landes. Es besteht aus den Landgemeinden Bermo und Gadabédji. Der namensgebende Hauptort des Departements ist Bermo. Das Departement Bermo bildet bei Wahlen zur Nationalversammlung einen von landesweit acht Sonderwahlkreisen. Während die regulären Wahlkreise, in denen jeweils eine bestimmte Anzahl an Abgeordneten gewählt wird, im Übrigen den acht Regionen Nigers entsprechen, wählen die Stimmberechtigten der Sonderwahlkreise jeweils einen eigenen Abgeordneten.

## Geschichte
Das Departement geht auf den Verwaltungsposten (poste administratif) von Bermo zurück, der 1988 eingerichtet wurde. 2011 wurde der Verwaltungsposten aus dem Departement Dakoro herausgelöst und zum Departement Bermo erhoben.

## Bevölkerung
Das Departement Bermo hat gemäß der Volkszählung 2012 52.274 Einwohner. Von 2001 bis 2012 stieg die Einwohnerzahl jährlich durchschnittlich um 4,0 % (landesweit: 3,9 %).

## Verwaltung
An der Spitze des Departements steht ein Präfekt (französisch: préfet), der vom Ministerrat auf Vorschlag des Innenministers ernannt wird.
| Amtszeit                      | Name                                                       |
| ----------------------------- | ---------------------------------------------------------- |
| 29. Feb. 2012 – 4. Dez. 2013  | Hassan Idrissa                                             |
| 4. Dez. 2013 – 26. Jan. 2016  | Zakari Dan Sofo                                            |
| 26. Jan. 2016 – 29. Jul. 2016 | Abdourahamane Ali Koli                                     |
| 29. Jul. 2016 – 23. Mär. 2017 | Jaharou Ibrahim (alias Jafarou Saley)                      |
| 23. Mär. 2017 – 9. Mai 2017   | Ibrahima Mahamane (alias Ibrahima Mamane)                  |
| 9. Mai 2017 – 20. Nov. 2019   | Moussa Tangam Aminou (alias Moussa Tangam Mahamane Aminou) |
| 20. Nov. 2019 – 4. Dez. 2020  | Harou Issoufou (alias Harou Issoufou Chaïbou)              |
| 4. Dez. 2020 – 8. Nov. 2021   | Ousseini Djaho                                             |
| 8. Nov. 2021 – 30. Nov. 2022  | Ousseini Bondiéré                                          |
| 30. Nov. 2022 – 24. Aug. 2023 | Hamidou Djibo (alias Houdou Djibo)                         |
| seit 24. Aug. 2023            | Atto Marankan                                              |